# Іркутське (Калінінградська область)
Іркутське (рос. Иркутское) — селище Зеленоградського району, Калінінградської області Росії. Входить до складу Ковровського сільського поселення.
Населення — 10 осіб (2015 рік).

## Населення
| 2002 | 2010 |
| ---- | ---- |
| 15   | ↘10  |